# Келькгайм
Келькгайм (нім. Kelkheim) — місто в Німеччині, знаходиться в землі Гессен. Підпорядковується адміністративному округу Дармштадт. Входить до складу району Майн-Таунус.
Площа — 30,65 км2. Населення становить 29 162 ос. (станом на 31 грудня 2020).